# Vira Parakrama Bahu
Vira Parakrama Bahu fou rei de Kotte (1467-1472), fill de la princesa Ulakuda, germana del rei Parakramabahu VI al que va succeir. El seu nom inicial era Jaya Bahu, que va canviar al accedir al tron. Apareix no obstant també com Jaya Bahu II i també com a Parakramabahu VII (però no és el mateix rei que va governar amb aquest nom del 1480 al 1484).
No va governar molt de temps i al cap d'uns anys el seu oncle Sapumal Cumara (o Sapumal Kumara) que era virrei de Jaffna, va baixar des de aquesta ciutat amb un exèrcit i va ocupar Kotte. Va fer matar Vira Parakrama Bahu i es va proclamar rei amb el nom de Bhuvenaka Bahu VI.